# Microthamnium acrorrhizon
Microthamnium acrorrhizon là một loài Rêu trong họ Hypnaceae. Loài này được (Hornsch.) Ångström mô tả khoa học đầu tiên năm 1876.